# Absurdistán (término)
Absurdistán es un término que se usa de manera satírica para describir un país donde el absurdo prevalece, especialmente debido a la omnipresencia e ineficiencia de su burocracia. Originalmente, esta expresión fue utilizada por disidentes del bloque del Este para referirse a ciertas áreas (o a la totalidad) de la Unión Soviética y sus estados satélites. Sin embargo, el término ha continuado siendo relevante en el discurso poscomunista.

## Orígenes
El primer registro impreso conocido del término «Absurdistán» se encontró en 1971 en la revista alemana Politische Studien,donde se afirmaba: «...erkennen wir, dass wir uns hier in Absurdistan bewegen».Posteriormente, el término fue empleado en checo por el disidente y futuro presidente Václav Havel, lo que sugiere que su uso comenzó durante la perestroika. El primer uso impreso documentado en inglés apareció en un artículo de The Spectator el 26 de agosto de 1989, que trataba sobre Checoslovaquia, donde los checoslovacos empezaron a referirse a su país como "Absurdistán" debido a la similitud de su vida cotidiana con el «Teatro del Absurdo». Un artículo en The Nation del 18 de septiembre de 1989 se tituló "Verano de Praga del '89: Viaje a Absurdistán". Además, el 30 de agosto de 1990, The New York Times utilizó el término en un artículo sobre la Unión Soviética,y una entrevista en Village Voice del 18 de enero de 1990 con Havel, realizada por Bonnie Sue Stein y Vit Horejs, se tituló El nuevo rey del Absurdistán.

## Otros usos

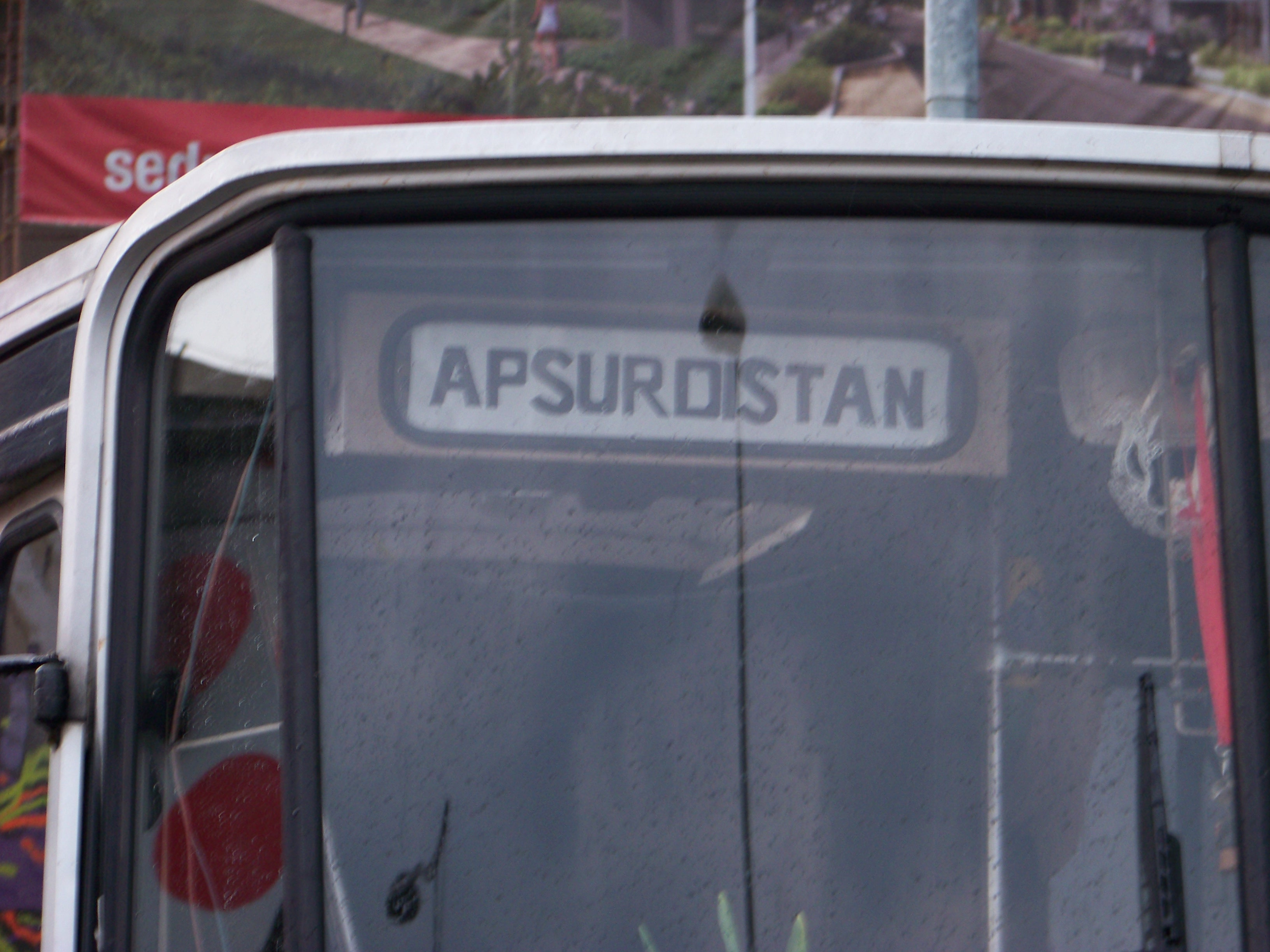
Un autobús francés DA-591-TG estacionado en Praga cerca de la galería de arte Trafačka

Después de su referencia original a países como Afganistán, Kazajistán y otros que terminaban en -stan en un uso irónico para referirse al bloque del Este en colapso, el término se extendió a otros países. El término se ha utilizado en varios títulos de películas, libros y artículos:
- El cómic alemán Abenteuer in Absurdistan mit Micky Maus (Alemania 1993, volumen 189 de la serie de cómics Walt Disneys Lustiges Taschenbuch [de]").
- Bienvenidos a Absurdistán: Ucrania, la desunión soviética y Occidente, de Lubomyr Luciuk, 1994 (ISBN 096941255X).[4]
- La canción "Absurdistan" de Blind Passengers (tanto sencillo como vídeo, 1995).
- "Absurdistan" es una canción de la banda alemana de darkwave/rock gótico Goethes Erben, de su sencillo de 1997 Sitz der Gnade. El título suele escribirse con mayúscula inicial «AbsurdISTan» para indicar un juego de palabras con «Absurd ist an», que se podría traducir como «El absurdo está en marcha».
- Hazám, Abszurdisztán (Absurdistan, mi hogar) es un libro de Lajos Grendel, Bratislava, 1998 (ISBN 807149206X).
- Geboren en Absurdistan [de], película austriaca de 1999.
- El álbum Absurdistan de la artista rumana Ada Milea (2002)
- Absurdistan[5]es un relato de las experiencias del autor como corresponsal extranjero de la Australian Broadcasting Corporation, incluyendo un relato detallado de la muerte de su camarógrafo y sus lesiones como resultado de un coche bomba durante la invasión de Irak en 2003.
- Absurdistán, una novela satírica de 2006 de Gary Shteyngart ambientada en una exrepública soviética ficticia.[6]
- Absurdistan, película de 2008 dirigida por Veit Helmer.
- Apsurdistan es el nombre del álbum musical de 2013 de la banda bosnia Dubioza Kolektiv.